# Holmes Rock (Südliche Shetlandinseln)
Der Holmes Rock ist ein 45 m hoher Klippenfelsen im Archipel der Südlichen Shetlandinseln. Er ragt 1,5 km nordwestlich von Emeline Island in der Gruppe der Aitcho-Inseln aus dem Meer auf.
Das UK Antarctic Place-Names Committee benannte ihn 1961 nach Jeremiah Holmes, Kapitän des US-amerikanischen Robbenfängers Emeline, der zwischen 1820 und 1821 in den Gewässern um die Südlichen Shetlandinseln und dabei auch im nahegelegenen Clothier Harbor operierte. 